# The A Word
The A Word é uma série de televisão dramática da BBC baseada no Yellow Peppers de Keren Margalit. A série acompanha um menino de 5 anos de idade e como sua família disfuncional lida com a revelação de que ele tem autismo. Seguindo as filmagens em Lake District em outubro de 2015, a série começou a ser exibida em 22 de março de 2016.
Em 26 de maio de 2016, a BBC anunciou que uma segunda temporada da série de The A Word havia sido encomendada. Ela ocorreu no Reino Unido em 7 de novembro de 2017. A terceira temporada foi ao ar em 5 de maio de 2020.

## Sinopse
Joe Hughes é um garoto de cinco anos de idade que apresenta claros problemas de comunicação, que se isola constantemente para ouvir música pop através de um grande fone de ouvido azul e preto. Ele tem conhecimento enciclopédico das músicas que escuta e canta com precisão as letras das músicas. Seus pais, Alison e Paul, parecem alheios à desordem e perguntam Joe por que ele é marginalizado pelas outras crianças da mesma idade. No entanto, mais tarde é descoberto pelo avó de Joe, Maurice que Alison e Paul o levaram para o hospital por causa de seus problemas de comunicação. Depois de acreditar que Joe tinha problemas de audição, seu otorrinolaringologista faz referência a Joe para um especialista que o diagnostica com autismo. A história então segue como a família disfuncional, incluindo Rebecca (que se sente invisível), Eddie e Nicola (que estão lidando com seus próprios problemas de relacionamento) e seu intato avô Maurice, a lidarem com a situação de Joe e seus próprios distúrbios sociais aparentes.

## Elenco
| Ator                  | Personagem     |
| --------------------- | -------------- |
| Max Vento             | Joe Hughes     |
| Lee Ingleby           | Paul Hughes    |
| Morven Christie       | Alison Hughes  |
| Molly Wright          | Rebecca Hughes |
| Greg McHugh           | Eddie Scott    |
| Vinette Robinson      | Nicola Daniels |
| Christopher Eccleston | Maurice Scott  |
| Pooky Quesnel         | Louise Wilson  |
| Matt Greenwood        | Tom Clarke     |
| Thomas Gregory        | Luke Taylor    |
| Daniel Cerqueira      | Dr Graves      |
| George Bukhari        | Terry          |
| Adam Wittek           | David Nowak    |
| Tommie Grabiec        | Pavel Kaminski |
| Julia Krynke          | Maya Petrenko  |
| Lisa Millett          | Maggie White   |
| Ralf Little           | Stuart         |

## Transmissão e recepção
A BBC One começou a transmitir a primeira parte de seis da série numa terça-feira, substituindo Happy Valley, a partir de 22 de março de 2016. A SundanceTV adquiriu os direitos para transmitir o programa na América.
Durante a noite, números revelaram que o primeiro episódio foi assistido por 4,7 milhões de espectadores e teve um share de 23% de audiência. A BARB relatou mais tarde números consolidados de 5,91 milhões. As reações ao primeiro episódio foi na sua maior parte positiva entre os telespectadores. Muitas pessoas elogiaram o programa nas redes sociais, em parte, para a qualidade na atuação, mas também pela forma como tratou do assunto do autismo. O The Guardian entrevistou um pai e sua filha autista que expressaram pontos de vista contraditórios sobre a autenticidade de como o autismo foi retratado no programa.